# Raquel Ilonbé
Raquel Ilonbé, bút danh Raquel del Pozo Epita (1938–1992), là một nhà thơ và tác giả người Guinea Xích Đạo, những tác phẩm của bà được viết bằng viết bằng tiếng Tây Ban Nha.

## Tiểu sử
Bà được sinh ra ở Guinea thuộc Tây Ban Nha (ngày nay là Guinea Xích đạo), trên đảo Corisco, bà có mẹ là người Guinea và cha là người Tây Ban Nha. Từ khi còn nhỏ, bà đã chuyển đến Burgos, Tây Ban Nha. Sớm đã nghiên cứu âm nhạc và học những bài thơ tại Nhạc viện Hoàng gia Madrid. Bà chỉ quay lại Guinea Xích đạo sau này khi kết hôn, và một số chuyến đi cá nhân tự do trong thời kỳ Francisco Macías Nguema. Bà mất ở Madrid vào năm 1992.

## Thơ và viết lách
Tác phẩm lớn xuất bản đầu tiên của bà là Ceiba, một tập thơ xuất bản vào năm 1978. Một trong những chủ đề chính là về tình yêu. Ilonbé đã cho ra những thơ này từ năm 1970 đến 1977, và được sắp xếp theo khoảng thời gian. Và đã trở thành tư liệu về cả giá trị truyền thống châu Phi và giá trị Công giáo, như trong bài thơ "Quién Soy" (tiếng Anh: "Who am I"). Trong khi những tác phẩm chủ yếu phản chiếu thực tại Tây Ban Nha và Guinea Xích đạo, thì những bài thơ không đặc biệt lại chạm đến nỗi lòng của cô về diaspora. Tác phẩm được đặt theo tên của cây bông Java Ceiba (Ceiba pentandra tree), cây quốc gia và cũng như có mặt trên quốc kỳ của Guinea Xích đạo, và đã trở thành biểu tượng linh thiêng.
Năm 1981, bà xuất bản cuốn sách Leyendas Guineanas (tiếng Anh: Guinean Legends), một tác phẩm gồm tám huyền thoại về các nhóm dân tộc Guinea của  người Fang, Bubi và Ndowe. Được xem là cuốn sách thiếu nhi đầu tiên của nền văn học Equatoguinean. Để có được những thông tin quý báu có trong cuốn sách, bà đã đi đến những ngôi làng xa xôi của Guinea Xích đạo để tìm lại dấu vết của nền văn hóa  truyền miệng đã đi vào dĩ vãng.
Bà cũng xuất bản các bài thơ "Nerea", "Ausencia" và "Amor", và bài thơ không xuất bản "Olvido".